# Venus and Mars/Rock Show
Venus and Mars/Rock Show ist ein Medley der britischen Musikgruppe Wings, das 1975 als Single-A-Seite als Albumauskopplung veröffentlicht wurde. Es war die zwölfte Single der Wings, in Deutschland die dreizehnte. Komponiert wurde es von Paul McCartney und Linda McCartney.

## Hintergrund

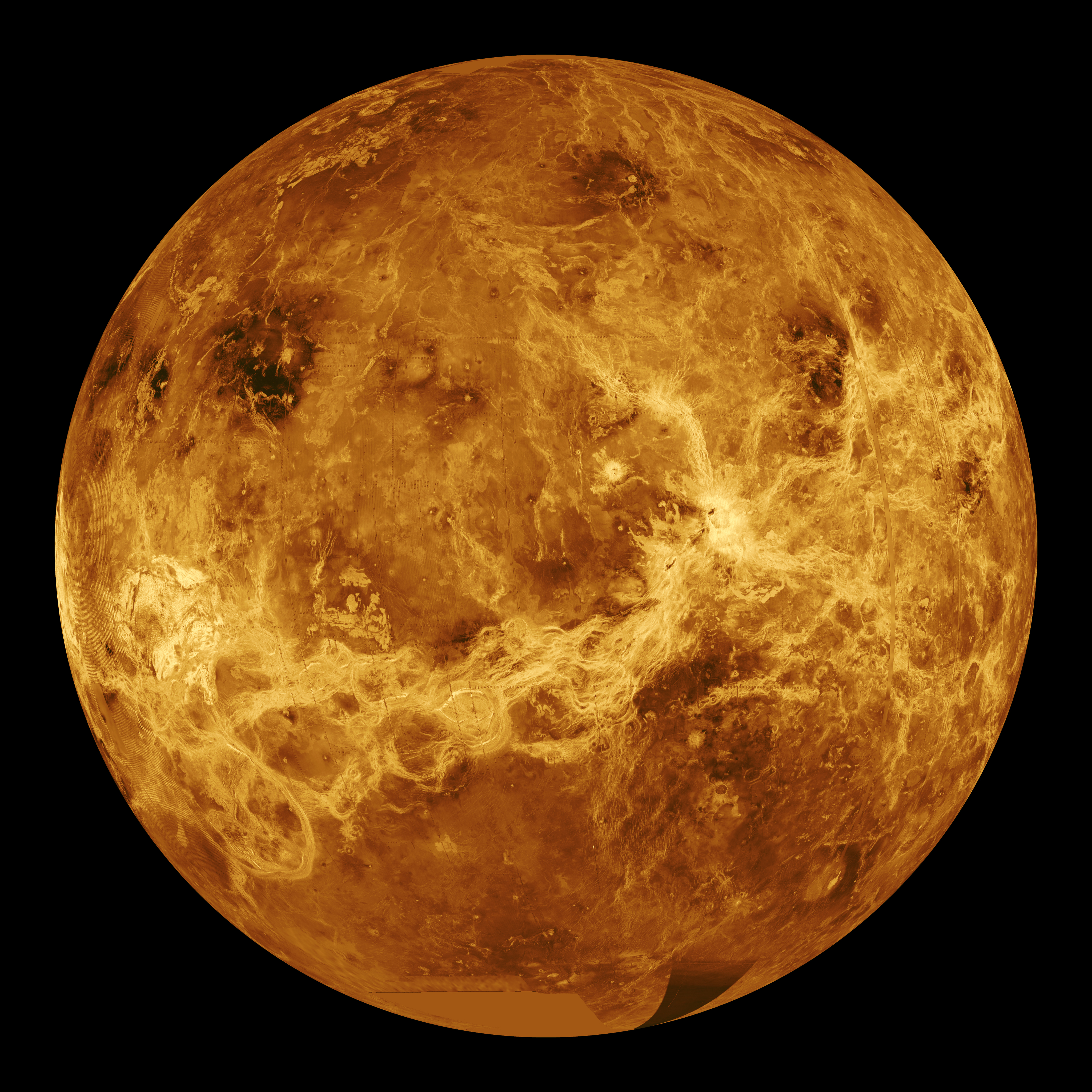
Planet Venus

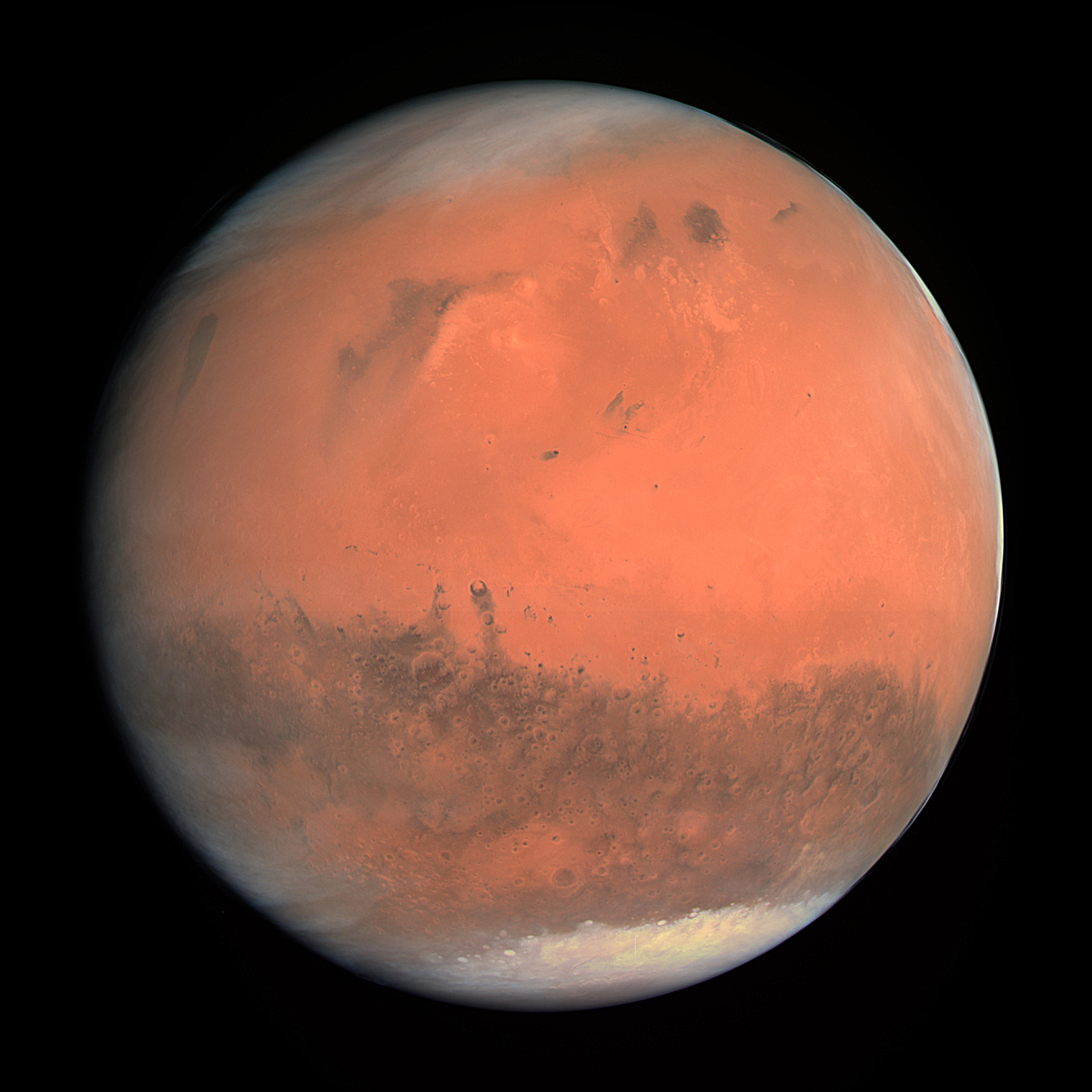
Planet Mars

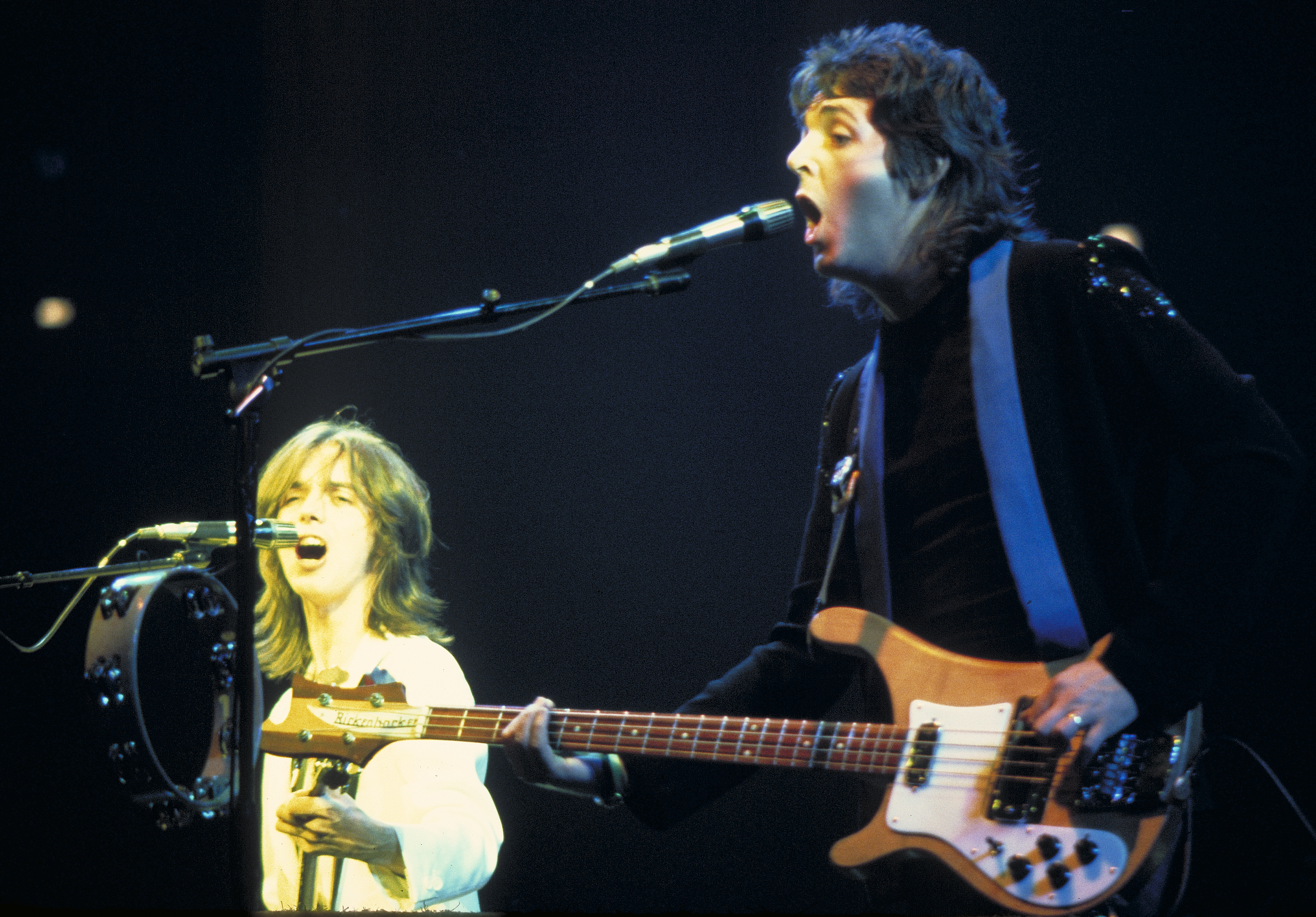
Die Wings live 1976 (Jimmy McCulloch und Paul McCartney)

Venus And Mars ist der Titeltrack und Eröffnungssong auf dem vierten Studioalbum Venus and Mars von Wings. Es wurde als Medley mit dem Song Rock Show veröffentlicht. Paul McCartney sagte über das Lied Venus and Mars: „Der Song „Venus And Mars“ handelt von einer imaginären Freundin, die eine Freundin hat, die sich für Astrologie interessiert, die Art von Person, die dich fragt, was dein Sternzeichen ist, bevor sie Hallo sagt. Das war's, 'ein guter Freund von mir studiert die Sterne'. Tatsächlich heißt es in der ersten Strophe „ein guter Freund von mir folgt den Sternen“, also könnte es mehrdeutig sein, ein Groupie oder ein Astrologe. Ich wusste nicht einmal, dass es unsere Nachbarplaneten waren. Ich dachte nur daran, zwei beliebige Planeten zu benennen. Was waren die Ersten, die mir in den Sinn kamen?“
Die zweite Seite des Albums beginnt erneut mit dem Lied Venus and Mars, hier unter dem Titel Venus and Mars – Reprise bezeichnet. Die Reprise enthält einige Science-Fiction-Texte und Soundeffekte, die McCartneys Lektüre von Isaac Asimov zum Zeitpunkt der Aufnahme des Songs widerspiegeln.
Das Lied Rock Show wurde 1974 geschrieben, McCartney schrieb in seinem 2021er Buch The Lyrics: 1956 to the Present dazu: „‚Rock Show‘ ist ein Song über eine Band, im Text ist die Rede von Konzerten und Festivals. […]. Die anderen bei Wings wollten immer ‚Rock Show‘ spielen, aber ich war etwas zögerlicher. […] Ehrlich gesagt ist mir der Song ein bisschen peinlich.“
Der Refrain von Rock Show erwähnt Konzerte im Amsterdamer Concertgebouw, im New Yorker Madison Square Garden und in der Hollywood Bowl in Los Angeles. Die Strophen enthalten musikalische Referenzen unter anderen an Jimmy Page.
Ursprünglich wurde Rock Show am 1. November 1974 in den Abbey Road Studios aufgenommen, weitere Versuche erfolgten am 12. und 14. November. Die verwendete Neuaufnahme erfolgte in Allen Toussaints Sea Saint Recording Studio in New Orleans unter dem Arbeitstitel „Rock And Roll Show“.
Die Single-Version ist deutlich kürzer als die Album-Version der Songs, in der Singleversion wird Rock Show um mehr als drei Minuten und Venus and Mars um ein paar Sekunden gekürzt. Venus and Mars/Rock Show ist die dritte Singleauskopplung aus dem Album Venus and Mars und erreichte Platz 12 in den Charts in den USA. In Deutschland und Großbritannien konnte sich die Single nicht platzieren. Es wurde McCartneys erste britische Single, die nicht in die Charts kam.
Für Venus and Mars/Rock Show wurde in 1975 kein Musikvideo hergestellt. Anlässlich einer Wiederveröffentlichung des Albums Venus and Mars wurde im März 2025 für Venus and Mars/Rock Show ein Video unter der Regie von Phil Mottram veröffentlicht. Das Livevideo wurde 1975 während der Wings over the World-Tour in Großbritannien aufgenommen.
Wings spielten Venus and Mars/Rock Show während ihrer Welt-Tournee 1975/76 als Eröffnungslied live. Paul McCartney hat den Song während der Up And Coming Tour 2010/11 und der On The Run Tour 2012 wieder in seinem Liverepertoire aufgenommen.

## Aufnahme
Venus and Mars/Rock Show wurde von den Wings am 29. Januar 1975 (Venus and Mars) und am 27. Januar und 5. Februar 1975 (Rock Show) in den Sea-Saint Recording Studio, New Orleans mit Paul McCartney als Produzenten aufgenommen. Die Overdubs wurden am 26. Februar 1975 (Venus and Mars) und am 6. und 7. März (Rock Show) in den Wally Heider Studios, Los Angeles, eingespielt. Alan O’Duffy und Biff Dawes waren die Toningenieure der Aufnahmen. Die Abmischung erfolgte im Februar (Venus and Mars) und am 20. März 1975 (Rock Show) in den Wally Heider Studios.
Besetzung bei Venus and Mars:
- Paul McCartney: Gesang, Bassgitarre, E-Gitarre, Klavier, Finger-Becken
- Linda McCartney: Klavier
- Denny Laine: Sitar, Moog-Synthesizer
- Jimmy McCulloch: E-Gitarre, Akustikgitarre
- Joe English: Schlagzeug
- Tony Dorsey: Klarinette

Besetzung bei Rock Show:
- Paul McCartney: Gesang, Bassgitarre, Mellotron, Handglocke
- Linda McCartney: Handglocke, Orgel, Moog-Synthesizer, Hintergrundgesang
- Denny Laine: E-Gitarre, Handglocke, Hintergrundgesang
- Jimmy McCulloch: E-Gitarre, Akustikgitarre, Handglocke, Moog-Synthesizer, Schlagzeug, Hintergrundgesang
- Joe English: Schlagzeug, Perkussion, Handglocke, Hintergrundgesang
- Allen Toussaint: E-Gitarre, Klavier
- Kenneth Williams: Congas

## Coverversionen
Es gibt 12 Coverversionen von Venus and Mars/Rock Show, es wurde unter anderen von Kiss interpretiert.

## Veröffentlichung
- Am 27. Mai 1975 erschien das Album Venus and Mars auf dem sich ebenfalls Venus and Mars/Rock Show befindet. Im Mai 1996 wurde die CD in einer DTS 5.1-Mix-Version in den USA veröffentlicht. Die Abmischung wurde von Geoff Emerick und Alan O’Duffy sowie Peter Mew vorgenommen.[5]
- Am 28. November 1975 (USA: 27. Oktober 1975) erschien die dritte Singleauskopplung vom Album Venus and Mars Venus and Mars/Rock Show (Edit) / Magneto and Titanium Man.[6] Die A-Seite wurde im Vergleich zur Albumversion gekürzt. Die Promotionsingle wurde in den USA wie folgt veröffentlicht: auf der A-Seite befindet sich die Monoversion und auf der B-Seite die Stereoversion des Liedes der A-Seite der Kaufsingle.[7]
- Am 10. Dezember 1976 erschien das Album Wings over America auf dem sich eine Liveversion von Venus and Mars/Rock Show befindet.
- Am 31. Oktober 2014 (Standard Edition) und am 7. November 2014 (Deluxe Edition) wurde Venus and Mars, zum dritten Mal remastert, von dem Musiklabel Hear Music/Concord Music Group als Teil der Paul McCartney Archive Collection veröffentlicht. Die Standard Edition enthält auch Rock Show [Old Version].
- Im Oktober und November 2014 wurden drei Gratis-Downloads auf der offiziellen Paul McCartney-Homepage zur Verfügung gestellt, die bisher nicht offiziell erhältlich waren, so auch Rock Show (New Version).
- Venus and Mars/Rock Show erschien am 7. Mai 2001 auf dem Kompilationsalbum Wingspan: Hits and History und am 10. Juni 2016 auf Pure McCartney (4CD).
- Am 2. Dezember 2022 wurde die Singlebox The 7″ Singles Box veröffentlicht, die auch Venus and Mars/Rock Show enthält.